# Oklahoma City Energy Football Club
Oklahoma City Energy FC, também conhecida como OKC Energy FC, é um clube de futebol da cidade de Oklahoma City, Oklahoma. Atualmente disputa a United Soccer League.

## História
No começo de 2013, um grupo de empresários liderados por Bob Funk Jr. compraram uma franquia na United Soccer League. Sua estreia foi na temporada 2014, quando ficou em décimo lugar na temporada regular e não se classificou para os playoffs. Em 2015 chegou a final da conferência, sendo eliminado pelo LA Galaxy II por 2x1. Em 2016 chegou as semifinais de conferência, sendo eliminado pelo Vancouver Whitecaps FC 2.

## Estatísticas

### Participações
|  | Participações em 2017 |

| Competição     | Competição               | Temporadas | Melhor campanha                | Estreia | Última | P | R |
| Estados Unidos | Lamar Hunt U.S. Open Cup | 4          | Quarta Fase (2015, 2016, 2017) | 2014    | 2017   |   | – |